# Dzjava (plaats)
Dzjava (Georgisch: ჯავა) of Dzau (Ossetisch:Дзау, Dzaw; Russisch: Джава, Dzjava) is een 'nederzetting met stedelijk karakter' in het noorden van de Georgische afscheidingsregio Zuid-Ossetië met 2.111 inwoners (2015) en is daarmee de tweede grote plaats van Zuid-Ossetië. Het is het bestuurlijk centrum van het gelijknamige district. Voor de Georgische autoriteiten ligt Dzjava in de regio Sjida Kartli. Dzjava ligt op een hoogte van ongeveer 1.080 meter boven zeeniveau aan de Didi Liachvi, een linkerzijrivier van de Mtkvari.

## Geschiedenis
De geschiedenis van Dzjava gaat minimaal terug tot de 14e eeuw tonen historische documenten aan. In de directe omgeving zijn ook vele archeologische vondsten gedaan die duiden op permanente bewoning in de eeuwen voor de jaartelling en er zijn graftombes gevonden uit het laat-neolithicum. In de middeleeuwen liep een belangrijke route langs de nederzetting over de Grote Kaukasus naar de historische Georgische streek Dvaleti van het koninkrijk Kartlië. Dit gebied lag aan de noordkant van de bergkam van de Kaukasus in het tegenwoordige Noord-Ossetië.
Na de Russische inlijving van Koninkrijk Kartli-Kachetië in 1801 werd Dzjava het centrum van een aantal opeenvolgende bestuurlijke deeleenheden in het oejezd Gori in het Gouvernement Tiflis. Het was enige tijd het centrum van het oetsjastok (Gorno-)Ossetië, de eerste keer dat een bestuurlijk district op Georgisch grondgebied naar de Osseten verwees.
In het district Dzjava vonden tijdens de Democratische Republiek Georgië in de periode 1918-1921 verschillende opstanden plaats. De opstand van 1920 was de grootste Osseets-bolsjewistische opstand tegen de mensjewistische machthebbers van de republiek, gesteund door communistische Osseetse milities uit Rusland. Deze kwamen uit drie verschillende richtingen over de Kaukasus en ontmoetten elkaar in het dorp Dzjava. De opstand werd hardhandig door de Georgische autoriteiten neergeslagen.
Na de inlijving van Georgië door de Sovjets en de oprichting van de Zuid-Ossetische Autonome Oblast werd Dzjava het bestuurlijke centrum van het gelijknamige district (rajon). Dit leidde ook tot de ontwikkeling van Dzjava en het werd in 1961 een 'nederzetting met stedelijk karakter'.
Na de oorlog in 2008 werd in het dorp Oegardanta bij Dzjava een dependance gebouwd van de 4e Basis van de Garde Militaire, en kwam er een militair oefenterrein. De Georgische autoriteiten hadden in de periode voorafgaand aan de oorlog geen gezag over het gebied en president Micheil Saakasjvili beschuldigde de Russen in een toespraak in 2007 tegenover de Algemene Vergadering van de Verenigde Naties in Dzjava een basis te bouwen in schending met het vredesmandaat.

## Demografie
Volgens de volkstelling van 2015 door Zuid-Ossetië uitgevoerd had Dzjava / Dzau 2.111 inwoners. De etnische samenstelling is niet officieel bekend: Zuid-Ossetië publiceert deze gegevens niet op plaatsniveau, maar zal in overgrote mate uit Osseten bestaan. Sinds de 19e eeuw is Dzjava een dominant Osseets bewoonde nederzetting.
| Bevolking van Dzjava / Dzau                                                                     | Bevolking van Dzjava / Dzau | Bevolking van Dzjava / Dzau | Bevolking van Dzjava / Dzau | Bevolking van Dzjava / Dzau | Bevolking van Dzjava / Dzau | Bevolking van Dzjava / Dzau | Bevolking van Dzjava / Dzau | Bevolking van Dzjava / Dzau | Bevolking van Dzjava / Dzau |
| ----------------------------------------------------------------------------------------------- | --------------------------- | --------------------------- | --------------------------- | --------------------------- | --------------------------- | --------------------------- | --------------------------- | --------------------------- | --------------------------- |
| Jaar                                                                                            | 1886                        | 1923                        | 1939                        | 1959                        | 1970                        | 1979                        | 1989                        | 2002                        | 2015                        |
| Aantal                                                                                          | 807                         | 376                         | 768                         | 742                         | 1.886                       | 1.467                       | 1.404                       | -                           | 2.111                       |
|                                                                                                 |                             |                             |                             |                             |                             |                             |                             |                             |                             |
| Georgiërs                                                                                       | 1,2 %                       | 1,5 %                       | 3,8 %                       | -                           | 8,1 %                       | -                           | 3,4 %                       | -                           | -                           |
| Osseten                                                                                         | 98,8 %                      | 98,5 %                      | 85,7 %                      | -                           | 85,5 %                      | -                           | 93,1 %                      | -                           | -                           |
| Verantwoording data: 1886, 1923, 1939-1989, volkstelling 2002, Zuid-Osseetse volkstelling 2015. |                             |                             |                             |                             |                             |                             |                             |                             |                             |

## Vervoer
Door Dzjava passeert de levensader van Zuid-Ossetië, de Transkaukasische hoofdweg (Transkam). Deze verbindt sinds 1986 de regio met de Russische deelrepubliek Noord-Ossetië door de bijna 4 kilometer lange Roki-tunnel die op de grens ligt. Formeel is deze weg onderdeel van de Georgische 'route van internationaal belang' S10. De Roki-tunnel was van vitaal belang voor het Russische leger in de Russisch-Georgische Oorlog van 2008 omdat het de enige directe route door het Kaukasusgebergte tussen Rusland en Zuid-Ossetië is.